# Град Мостар
Град Мостар (хорв. і босн. Grad Mostar, серб. Град Мостар) — боснійське адміністративно-територіальне утворення (де-юре місто федерального значення в Федерації Боснії і Герцеговини), куди входять місто Мостар і прилеглі до нього околиці.
| Боснія і Герцеговина | Це незавершена стаття з географії Боснії і Герцеговини. Ви можете допомогти проєкту, виправивши або дописавши її. |